# 아제르바이잔-파키스탄 관계
아제르바이잔-파키스탄 관계는 아제르바이잔과 파키스탄 간의 양국 관계를 의미한다. 파키스탄은 바쿠에 대사관을 두고 있으며, 아제르바이잔은 이슬라마바드에 대사관을 두고 있다. 양국은 양국 수도 간의 교류를 점차 확대하고 있으며, 두 나라는 "전략적 동반자"로 간주된다.
현대적 의미의 양국 관계는 1991년 소련의 붕괴 이후 아제르바이잔이 독립한 후인 1992년 6월 9일에 수립되었다. 파키스탄은 튀르키예에 이어 두 번째로 1991년 12월 12일, 아제르바이잔을 공식 인정한 국가이다. 양국 간 무역 및 협력은 꾸준히 성장해왔으며, 무역 증진 방안을 논의하기 위한 여러 정상회담이 개최되었다.
2013년 3월, 양국 관계자들은 아제르바이잔과 파키스탄이 "전략적 동반자 관계를 유지하고 있다"고 밝혔다.

## 역사
20세기 초, 당시 영국령 인도였던 파키스탄 지역에서는 전염병으로 인해 10만 명이 넘는 사망자가 발생하였다. 이에 아제르바이잔의 백만장자이자 자선가였던 제이날라브딘 타기예프는 자신의 사비로 30만 개 이상의 페스트 백신 앰풀을 구입해 파키스탄에 보냈다. 그의 지원은 파키스탄에서의 페스트 퇴치에 결정적인 역할을 한 것으로 평가된다.
이 이야기는 이후 약 20년 동안 파키스탄 내에서 구전되어 전해졌으며, 1947년 파키스탄이 독립한 뒤에야 공식적으로 교과서에 수록되었다. 이 사건을 계기로 파키스탄 국민은 아제르바이잔을 형제의 나라로 인식하게 되었다.

## 경제 관계
1995년 가을, 아제르바이잔과 파키스탄은 무역 및 경제 분야 협력에 관한 협정과 국가 차원의 공동 위원회 설립에 관한 의정서에 서명하였다. 이 공동 위원회의 회의는 양국 수도에서 2년마다 개최되고 있다.
2005년에는 파키스탄 국립은행의 지점이 바쿠에 개설되었다.
제13차 경제 협력 기구(ECO) 정상회의는 2017년 3월 1일, 이슬라마바드에서 개최되었으며, 아제르바이잔 공화국의 일함 알리예프 대통령도 이 회의에 참석하였다. 회의에서 파키스탄의 나와즈 샤리프 총리와 알리예프 대통령은 파키스탄의 방위 산업 제품을 아제르바이잔에 수입하는 데 상호 합의하였으며, 양국은 방위 산업 및 경제 분야 협력에 대해서도 논의하였다.
2017년 11월, 카라치에 위치한 파키스탄 상공회의소는 아제르바이잔 알랴트 마을에 조성 중인 자유경제구역(FEZ)에 기업인들이 투자 의사를 가지고 있음을 발표하였다. 주요 관심 분야는 제약 산업의 발전에 집중될 예정이다.
2017년 말부터 파키스탄은 아제르바이잔과 "남북 운송 회랑"의 중요성에 대해 협의해왔다. 이 운송 회랑은 아제르바이잔, 이란, 러시아를 잇는 철도망의 연결 고리가 될 수 있다.

## 인도주의 협력
2012년부터 2018년까지, 아제르바이잔의 헤이다르 알리예프 재단은 인도주의 협력의 일환으로 파키스탄의 여러 사회복지기관 및 자선단체에 지원을 제공하였다. 주요 수혜 기관으로는 함자 재단, 카이버 안과 재단 등이 있으며, 이 외에도 디라 이스마일 칸 지역의 식수 공급 설비 건설에 재정을 지원하고, 페샤와르 시의 다양한 병원에서 무료 치료를 주선하였다.
또한, 파키스탄 내 12개 대학과 라라 여자학교에 재학 중인 30명 이상의 우수 학생들에게 장학금을 지급하였다. 펀자브주 구자르칸에서 열린 "1월 20일 순교자 분수" 제막식 행사 기간 중에는 파키스탄 스위트 홈의 탈라세미아 센터에 500팩의 혈액을 기증하기도 했다.
2015년 4월 8일에는, 아제르바이잔 국제개발청이 2014년 10월, 파키스탄 농촌 지역 여러 도시에서 발생한 홍수 피해자들에게 인도주의적 지원을 제공하였다.